# Kastell Hofheim
Beim Kastell Hofheim handelt es sich um eine mehrphasige römische Kastellanlage auf dem sogenannten Hochfeld, rund einen Kilometer südöstlich des Stadtkerns von Hofheim am Taunus in der Rhein-Main-Ebene. Oberirdisch finden sich von den Anlagen – unter anderem aufgrund der heutigen Überbauung – heute keine Spuren mehr.

## Lage

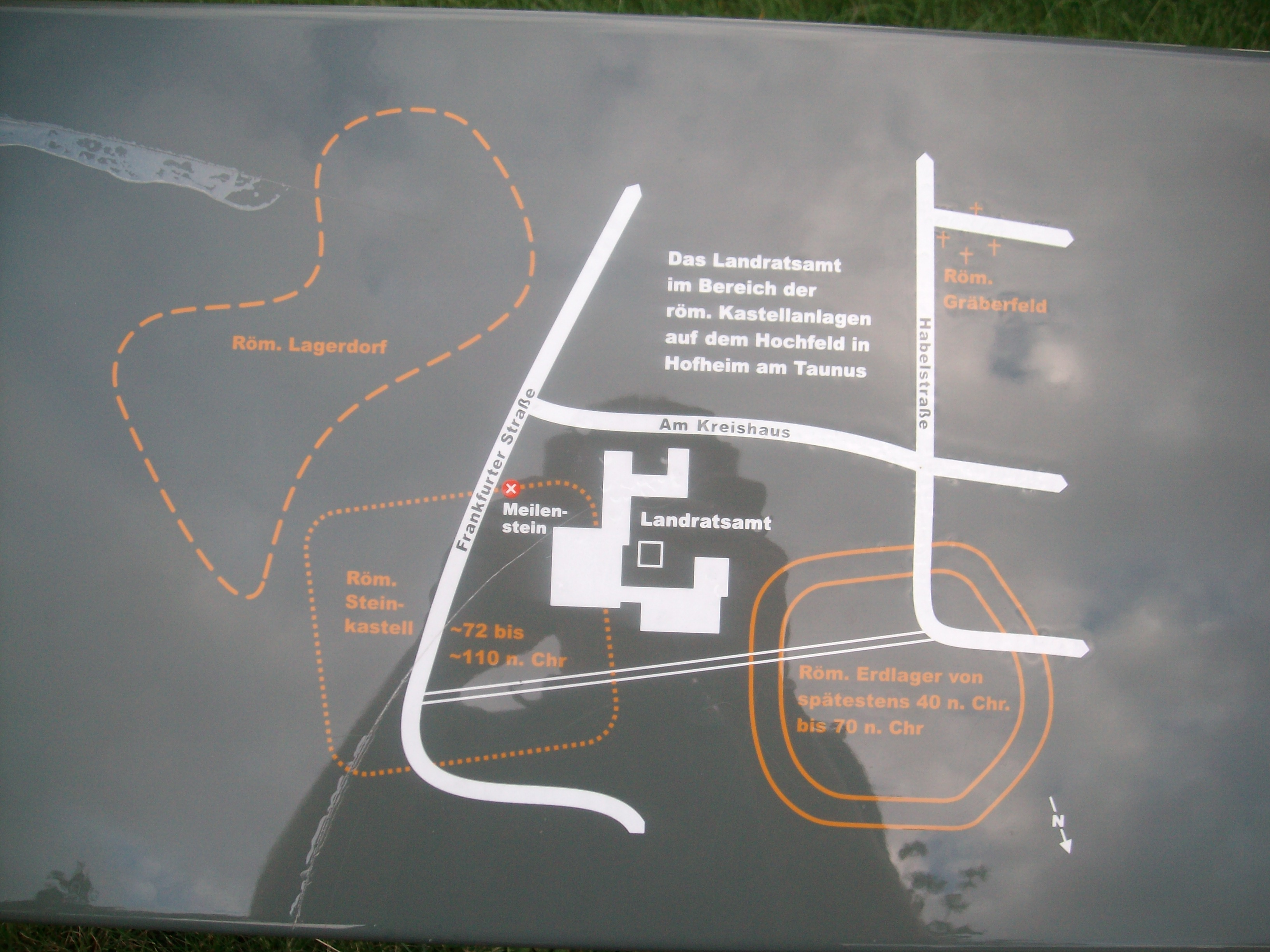
Lageplan auf örtlicher Hinweistafel

Die Lage der Anlagen auf dem etwa 60 m über dem Mainufer gelegenen Hochfeld gewährleistete eine gute Sicht über die Main-Niederungen. Es bestand eine Sichtverbindung zum römischen Wachturm auf dem nahegelegenen Kapellenberg. Zudem ermöglichte der Standort die Kontrolle über den Schiffsverkehr am Nordufer des Mains, wie auch über die nahegelegenen wichtigen Taunuspässe des Schwarzbachtals und des Medenbachtals. Da die Siedlung durch ein etwa zwei Kilometer langes Aquädukt mit Frischwasser versorgt wurde, war man nicht auf das Wasser des Schwarzbachs angewiesen.

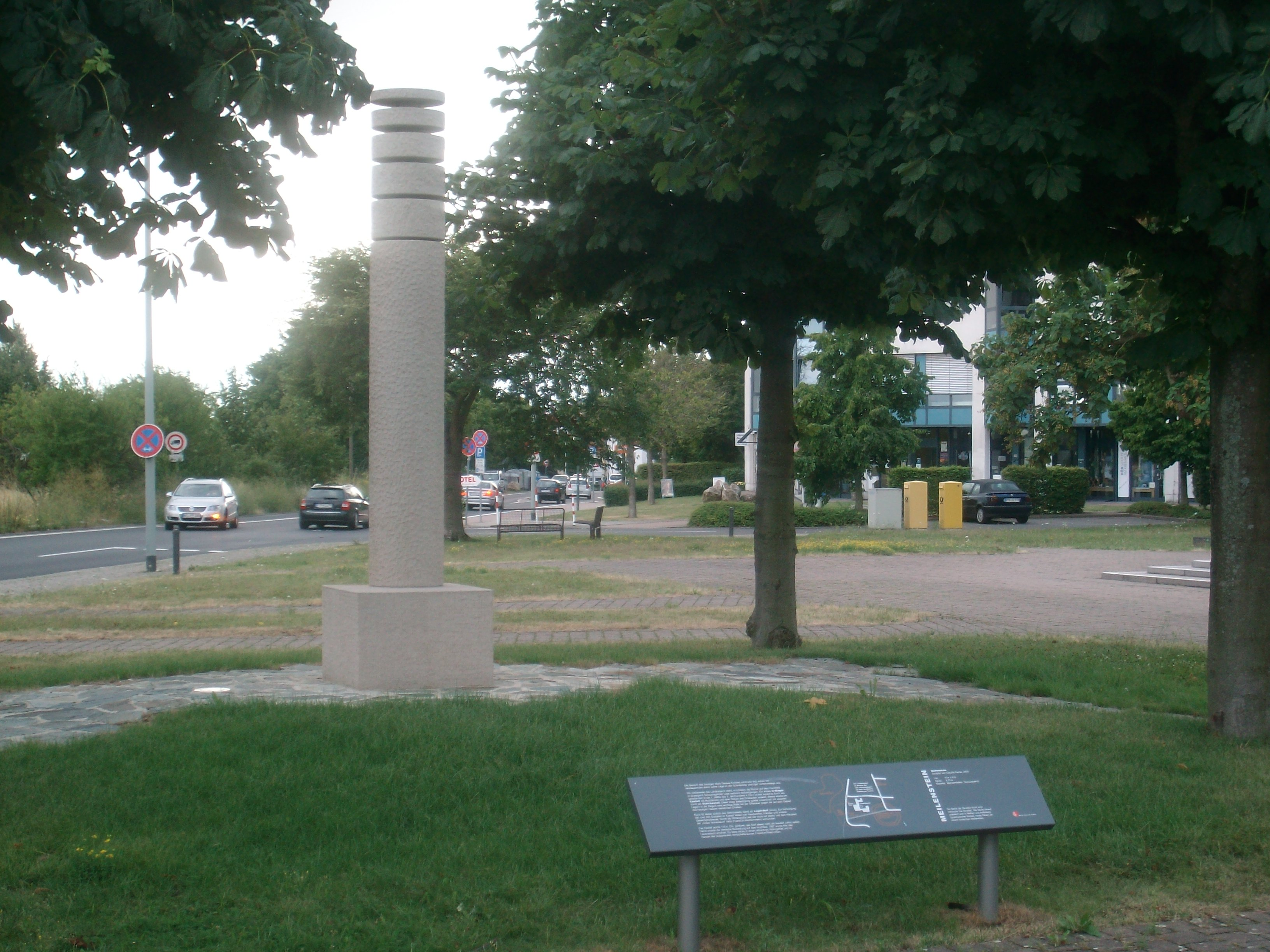
Denkmal an der Frankfurter Straße

Heute finden sich auf dem ehemaligen Areal des Holz-Erde-Kastells Wohn- und Parkanlagen. Über dem Steinkastell wurde das Kreishaus mit den zugehörigen Parkplätzen errichtet, zudem führt die Frankfurter Straße über das Kastellgelände. Ein Denkmal an der Frankfurter Straße, das einem römischen Meilenstein (Miliarium) nachempfunden ist, erinnert an die Vergangenheit dieses Platzes. Auch zwei Straßennamen (Römerstraße und Am Römerlager) weisen auf die Kastelle hin. Das 2007 durch Prospektionen für die projektierte B 519 entdeckte und 2016/2018 untersuchte dritte Militärlager liegt etwa 750 Meter südwestlich von Hofheim I und II.

## Die Kastelle

### Holz-Erde-Periode

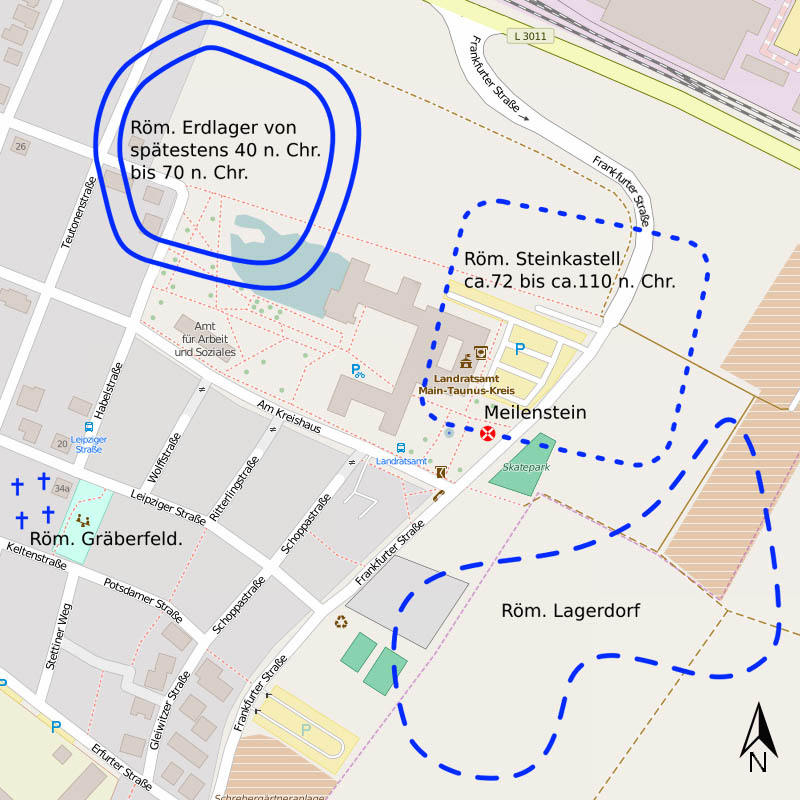
Lageplan (Norden ist oben)

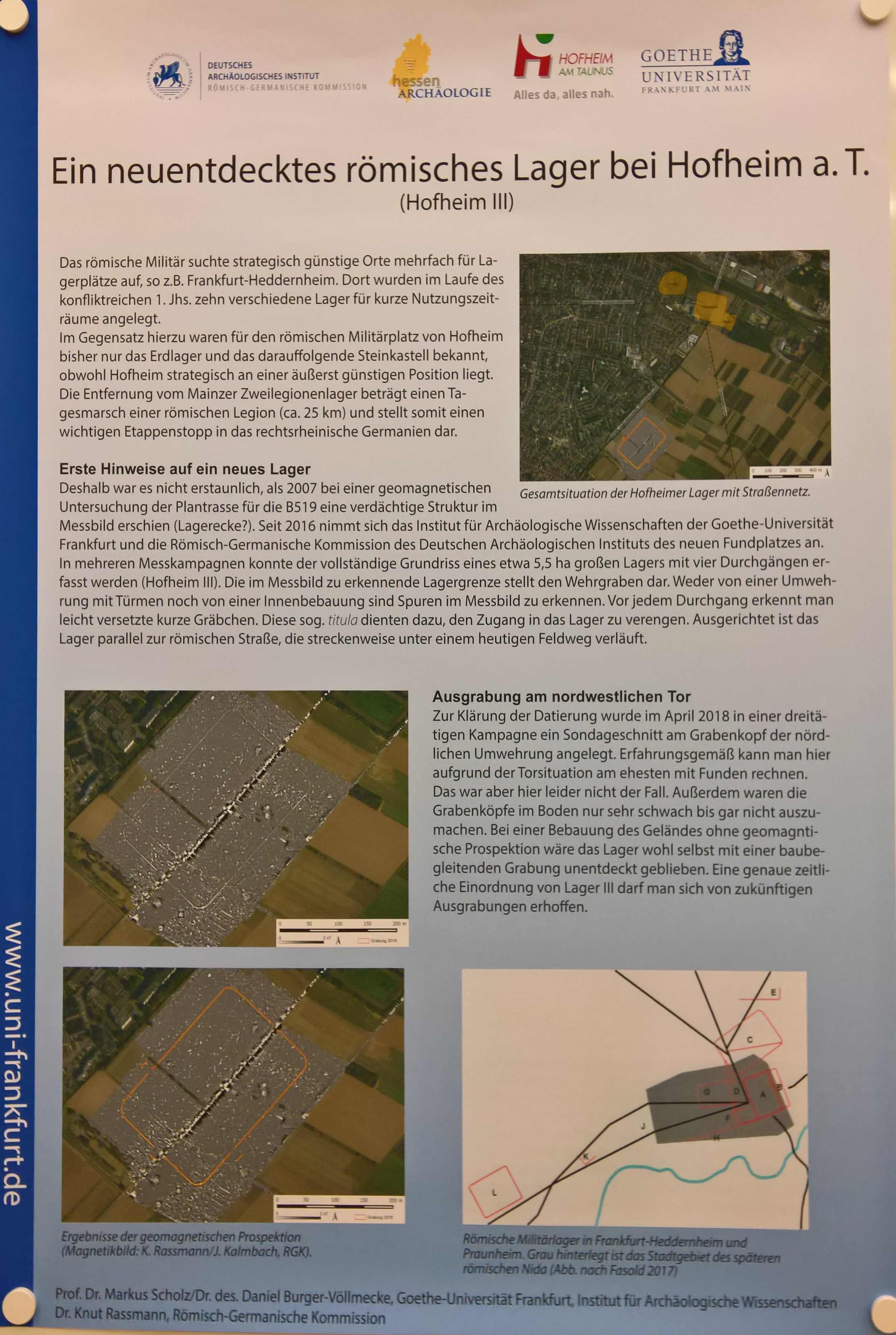
Schautafel zum neu entdeckten Militärlager Hofheim III

#### Hofheim I
Das westlich gelegene ältere Lager, dass sogenannte Erdkastell, ist heute von der Hofheimer Römerstraße überbaut. Das Lager entsprach nicht der typisch römischen Rechteckform. Vielmehr wies es einen unregelmäßigen, annähernd fünfeckigen Umriss auf. Es war zusätzlich von drei Spitzgräben umgeben, einem äußeren mit einer Breite von 3,60 m und 2,0 m Tiefe und einem innen gelegenen Doppelgraben mit einer Gesamtbreite von rund 9,0 m und 1,80 m Tiefe. Die Anlage wies drei Hauptstraßen und drei Tore auf. Der lineare Abstand der Tore lag bei etwa 150 m. Am West-, Süd- und Nordtor konnten jeweils zwei hölzerne Flankentürme von 3,0 m × 3,0 m Größe sowie an der Ostseite ein Zwischenturm nachgewiesen werden. Die Gräben vor den Toren waren einst von Holzbrücken überspannt. Die Wehrmauer bestand aus Rasensoden und hatte eine Brustwehr aus Holz. Die Prätorialfront (Vorderfront) war nach Norden ausgerichtet.
Den Mittelpunkt des Lagers bildete das Stabsgebäude (principia). In dem nach Süden ausgerichteten Teil des Gebäudes reihten sich fünf Räume aneinander. Der in der Mitte gelegene Raum fungierte als Lagerheiligtum (aedes).
Östlich des Stabsgebäudes lag das mit einem offenen Innenhof ausgestattete Kommandantenhaus (praetorium).
Nördlich der Principia, auf beiden Seiten der zum Nordtor führenden Straße, befand sich je ein Vorratshaus (horrea).
Westlich der Principia wurden Werkstättengebäude nachgewiesen, während im Südwesten die Kasernen und Unterkünfte errichtet waren. Im Nordosten befanden sich vermutlich Stallungen sowie weitere Unterkunftsbauten.
Nur eines der untersuchten Gebäude war vollkommen in Stein errichtet, alle anderen Häuser waren größtenteils in Fachwerktechnik hochgezogen worden. In Fachkreisen wird angenommen, dass es sich hierbei wohl um das Lagerbad gehandelt haben muss.
Erwartungsgemäß wurde auf dem Gelände keine Wasserquelle oder Brunnenanlage gefunden. Eine Reihe von Zisternen und Beckenanlagen ermöglichten die Wassersammlung- und speicherung.
Name und Herkunft der hier stationierten Besatzung dieser Periode sind mangels diesbezüglicher Funde unbekannt geblieben. Sicher ist nur, dass mit einer Besatzung in Kohortenstärke (500 Mann) zu rechnen ist. Anhand einiger Funde wird vermutet, dass die Einheit möglicherweise aus dem Donauraum stammte und wahrscheinlich illyrischer Herkunft war. Zusätzlich zu dieser Auxiliartruppe waren im Kastell auch einige Reiter stationiert.
Das zahlreich am Erdkastell geborgene Fundmaterial gilt bis heute als einer der signifikantesten Querschnitte durch die militärische Ausrüstung und Bewaffnung von Auxiliartruppen aus claudisch-neronischer Zeit.

#### Hofheim III
Das bisher ebenfalls als Holz-Erde Lager nachgewiesene Hofheim III ist derzeit nur durch Prospektion und kurzzeitige Grabungskampagnen untersuchte Anlage bekannt. Es ist rechteckig und mit der längeren Seite SW-NO ausgerichtet, die etwa 270 Meter beträgt; die kurze Seite hat eine Länge von 170 Metern. Die geomagnetische Untersuchung zeigt neben dem umlaufenden Wehrgraben vier Tore und definitiv in drei der vier Torbereiche eine vorgelagerte titula (vorversetzt und parallel zum Kastellgraben verlaufender vorgelagerter „Torgraben“) zum Schutz der Torbereiche. Die bisher nur am Kastellgraben im Bereich des nordwestlichen Tores ergrabene Anlage weist kaum Befunde auf. Eine Innenbebauung oder eine Umwehrung mit Türmen ließ sich bisher nicht feststellen. Ohne geomagnetische Prospektion wäre die Anlage selbst bei Grabungen kaum festgestellt worden, da auch der Sondageschnitt nur schwer den Graben fassen konnte. Das neuentdeckte Militärlager ist vermutlich das jüngste, die Zeitstellung ist aber derzeit (Stand November 2018) noch ungewiss. Der Fund lässt Spekulationen zu, ob wie im römischen Nida, noch weitere Militärlager im Raum Hofheim existierten.

### Steinperiode

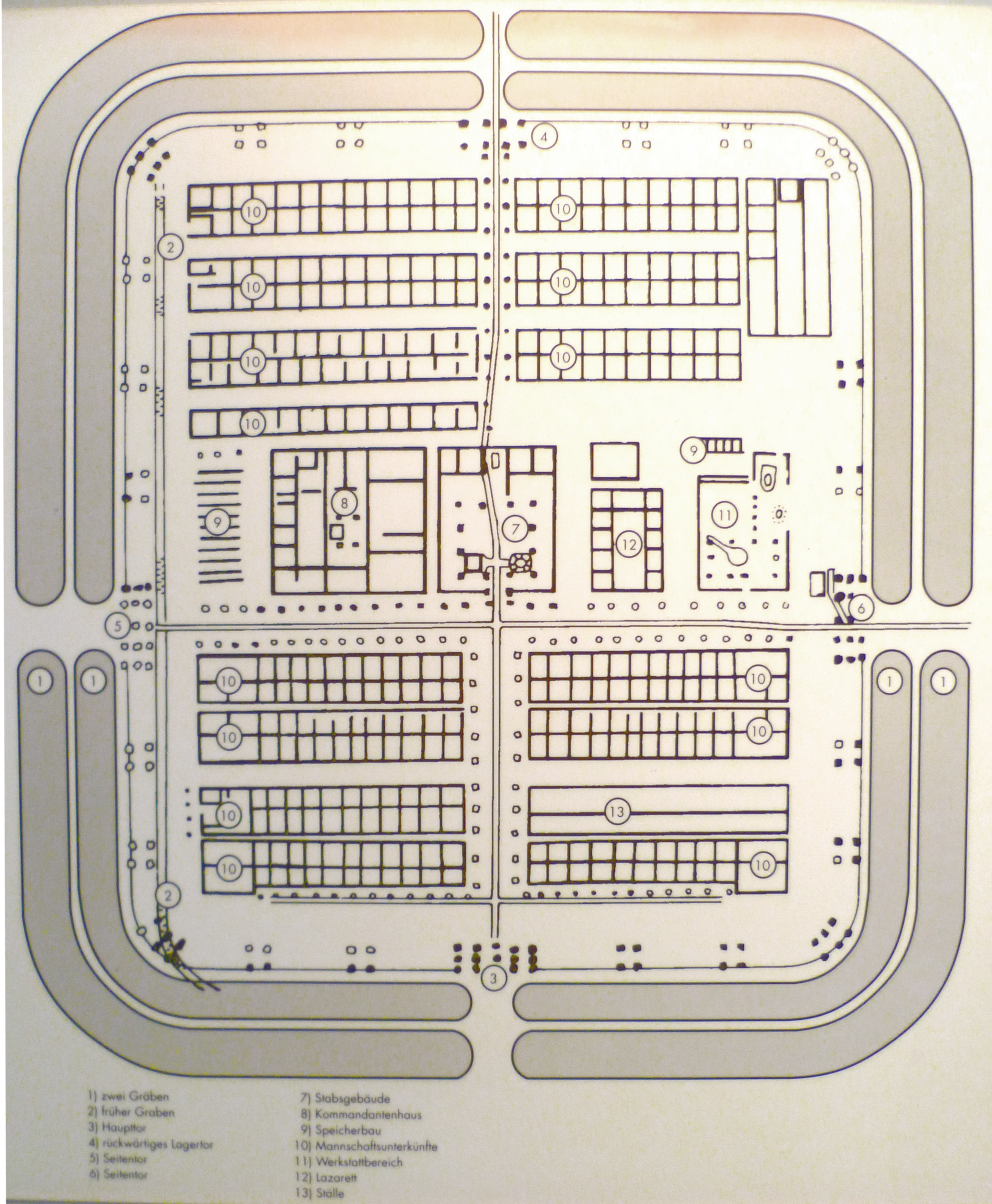
Übersichtsplan zum Steinkastell

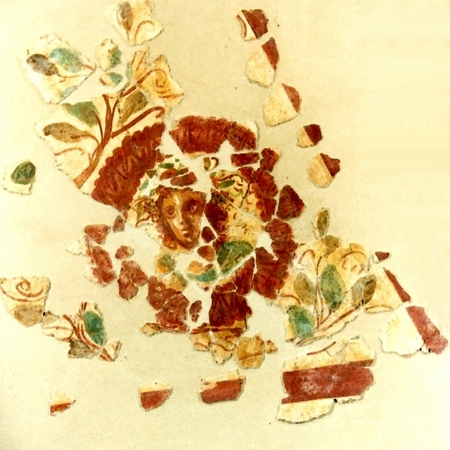
Fresko einer Bacchusbüste, gefunden im Steinkastell, ausgestellt im Stadtmuseum Hofheim

#### Hofheim II
Etwa 90 m östlich des älteren Erdkastells fanden sich die Überreste eines typischen, rechteckig angelegten, mehrphasigen Steinkastells. Insgesamt konnten drei Bauperioden unterschieden werden. Es wird angenommen, dass während der ersten beiden Bauperioden die Umwehrung noch aus einer Rasensodenmauer bestanden hat, während in der dritten Bauperiode sowohl die Umwehrung als auch alle 29 Türme aus Stein errichtet wurden. Das Kastell maß an der Nord-Südseite 135,6 m und an seiner Ost-Westseite 158,4 m. Es war von einem doppelten Spitzgraben von 18 m Breite und 4,5 m Tiefe umgeben.
Auch zur Mannschaftsbelegung für diese Periode gibt es keine schriftlichen Hinweise. Ab einer Größe von 2 ha kann man von einem Kohortenkastell sprechen. Die Anzahl und Gliederung der Unterkünfte lässt auf die Stationierung einer größeren und gemischten Besatzung schließen. Vermutet wird, dass sie sich aus einer Auxiliartruppe und einer Legionsvexillation zusammensetzte. Zahlreiche Funde mit den eingeritzten römischen bzw. italischen Namen ihrer ehemaligen Besitzer stützen diese Ansicht noch zusätzlich. Es gibt auch Hinweise auf eine Geschützabteilung, was ebenfalls für eine Stationierung von Legionären im Kastell spricht, da solche Spezialabteilungen in der Regel in dieser Zeit Legionären vorbehalten waren. Mit großer Wahrscheinlichkeit gehörte auch wieder eine Reitereinheit zur Besatzung des Steinkastells.
Das Steinkastell wurde jedoch nicht ausschließlich militärisch genutzt, auf seinem Areal fanden sich neben Werkzeug, das zur Errichtung des Lagers und seiner Befestigungen verwendet wurde, auch noch die Arbeitsgeräte anderer Handwerker. Diese umfassten Metallgießer, Schmiede, Zimmerleute, Schreiner, Steinmetze, Schuhmacher und Friseure.

## Geschichte und Befunde

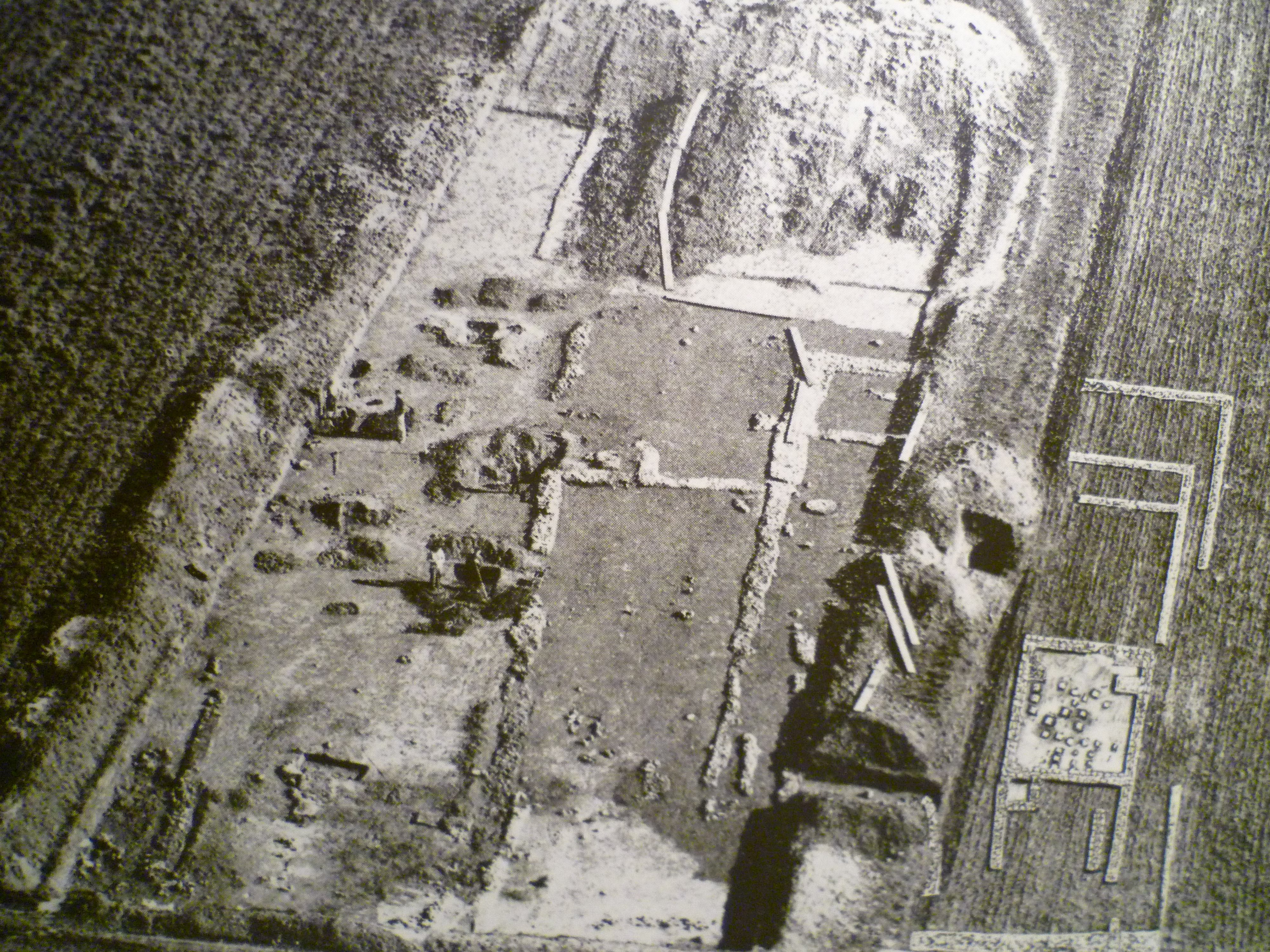
Luftaufnahme der Grabungen am Vicus 1957

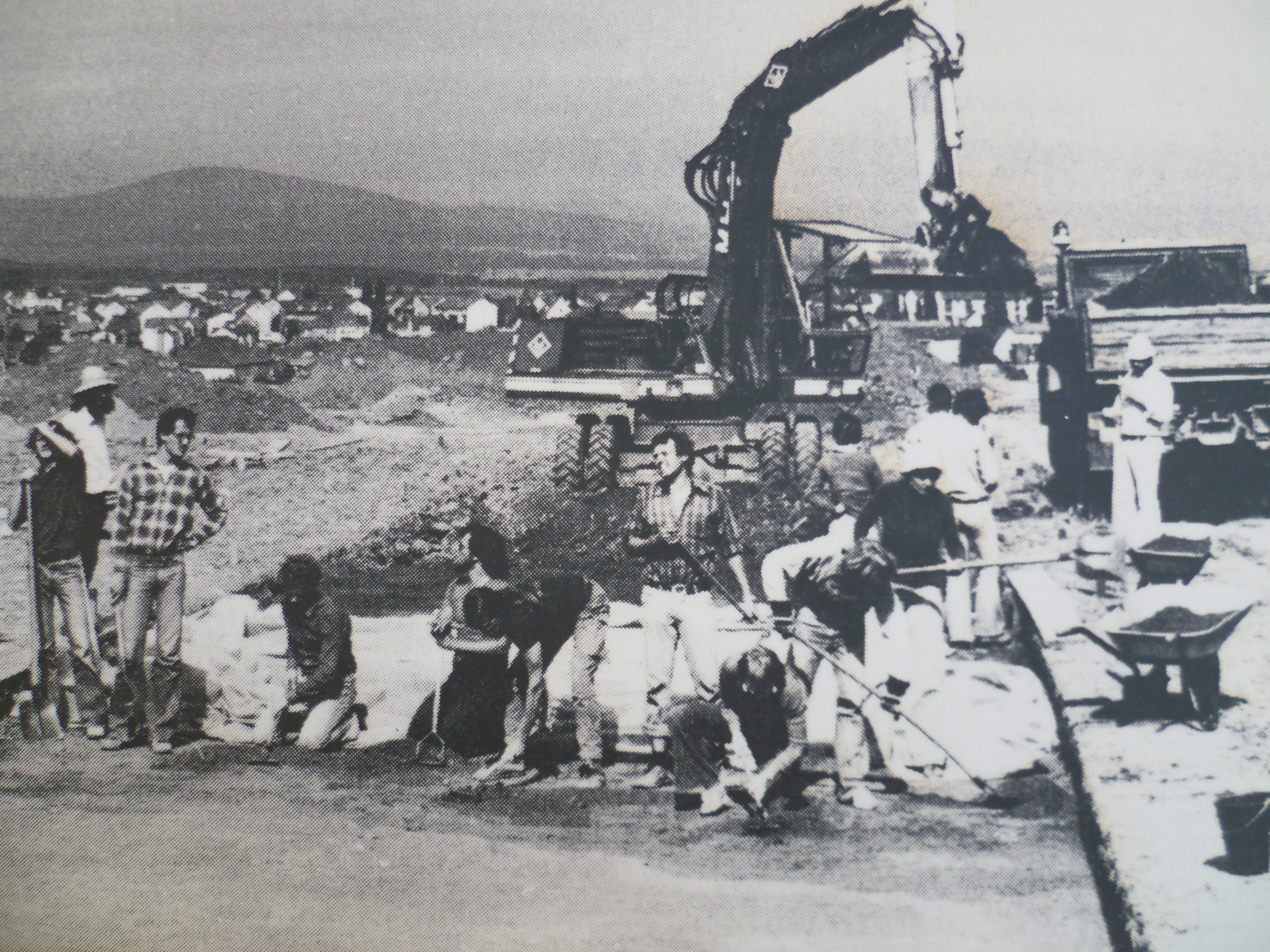
Grabungen am Steinkastell 1980

Die Errichtung des älteren Erdkastells (Hofheim I) erfolgte in den Jahren 39/40 n. Chr. während des Feldzugs Caligulas in Germanien. Wurde ursprünglich davon ausgegangen, dass das Kastell beim Einfall der Chatten 50/51 n. Chr. niedergebrannt wurde, deuten die jüngeren Untersuchungen an, dass sich diese Brandkatastrophe erst 69 n. Chr. ereignete. Die Fundsituation deutet auf kriegerische Auseinandersetzungen hin, welche vielleicht im Zusammenhang mit den Thronwirren nach Neros Tod stehen. Nach seiner Zerstörung wurde es wieder aufgebaut, wahrscheinlich aber nur noch für die Zeit der Errichtung des Steinkastells genutzt.
Von 72 n. Chr. an erfolgte die Erbauung des Steinkastells (Hofheim II) in drei Bauphasen. Parallel hierzu entstand ab 88 n. Chr. auch ein Lagerdorf (Vicus). 96 n. Chr. brannten im Steinkastell die Holzgebäude wieder nieder. Zu vermuten ist, dass es hier in der Folge der Ermordung Domitians zu gewalttätigen Auseinandersetzungen kam. Ursprünglich wurde dieses Feuer mit dem Saturninus-Aufstand in Verbindung gebracht. In der Folge der Brandkatastrophe wurde die Umwehrung in Stein neu aufgebaut.
Im Jahr 110 n. Chr. wurde das Steinkastell planmäßig geräumt und geschleift, da mit der Errichtung des obergermanischen Limes kein Bedarf mehr für die Befestigung von Hofheim bestand. Die Nutzung des Vicus endete demgegenüber erst mit der Aufgabe des obergermanischen Limes im Jahr 260 n. Chr.
Das 2007 durch geomagnetische Prospektion erkannte dritte römische Militärlager in Hofheim konnte erst 2016 oberflächlich und 2018 durch eine kurze Grabungskampagne untersucht werden. Hier werden erst weitere Untersuchungen eine bessere Einordnung erlauben.
1841 wurden auf dem Hochfeld auf Betreiben von Friedrich Gustav Habel archäologische Grabungen vorgenommen, in deren Rahmen das Steinkastell gefunden wurde.
Weitere planmäßige Erkundungen im Bereich des Steinkastells wurden 1894 im Auftrag der Reichs-Limeskommission unter Georg Wolff  durchgeführt. Hierbei fanden sich auch die Überreste des älteren Erdkastells. Wolff veröffentlichte 1897 auch die erste wissenschaftliche Abhandlung zu den beiden Anlagen.
Unter Führung von Emil Ritterling wurde von 1902 bis 1910 das Erdkastell zu weiten Teilen ausgegraben. Die Vorlage der Funde, besonders der Keramik, stellt einen der bedeutendsten Komplexe des 1. Jahrhunderts n. Chr. dar und wird deshalb immer noch häufig zitiert. Nach Ritterlings Grabungen im Holz-Erde-Kastell von Hofheim sind mehrere Formen von Terra Sigillata und auch Grobkeramik benannt.
Erst 1955 bis 1967 folgten größere Grabungen unter Helmut Schoppa, welcher sich im Wesentlichen auf den Vicus beschränkte. In Zusammenarbeit mit dem hessischen Landesamt für Denkmalpflege wurde unter Leitung von Hans Ulrich Nuber von 1967 bis 1981 nochmals eine tiefgehende Untersuchung am Steinkastell durchgeführt, bevor – im Zuge der modernen Überbauung – die endgültige Zerstörung des Kastells erfolgte.
Einige Notbergungen wurden 1985 noch durch Günter Rühl und Hans-Günter Rühl, nach Baubeginn am Kreishaus, durchgeführt. 1987 wurde letztendlich das Kreishaus eröffnet.
Beim Bau des Wasserwerks 1977 im nahegelegenen Kriftel wurde ein bis dato unbekannter, römischer Spitzgraben gefunden. Nachgrabungen durch Hans Ulrich Nuber ergaben aber keine Erkenntnisse. Entsprechend ist unklar ob und wenn ja, wie hier eine Verbindung zu den Hofheimer Kastellen besteht.

## Funde aus anderen Epochen
- Im Jahr 1969 wurden im Rahmen der Grabungen am Steinkastell altsteinzeitliche Werkzeuge gefunden, die auf ein Alter von über 75.000 Jahren vermutet werden.
- Einige Streufunde werden der (jungsteinzeitlichen) Michelsberger Kultur zugeordnet. Der lokale Schwerpunkt liegt hier aber auf dem Kapellenberg.
- Im Rahmen der Grabungen wurden 1969 und 1977 auch Gräber aus der Adlerbergkultur (frühe Bronzezeit) entdeckt. Die Toten waren in Baumsärgen bestattet. Hier fanden sich auch Hinweise auf Haustierhaltung (Schafe, Ziegen, Rinder).
- 1908 wurde bei Grabungen am Erdkastell eine Körperbestattung der mittleren Bronzezeit entdeckt.
- Im Umfeld der Kastelle, auf dem Hochfeld, wurden sechs Brandgräber der (eisenzeitlichen) mittleren Hallstattzeit in den Jahren 1908/09 gefunden.

## Fundverbleib
Exponate aus den Ausgrabungen werden im Stadtmuseum Hofheim gezeigt.

## Denkmalschutz
Das Kastell Hofheim ist ein geschütztes Bodendenkmal im Sinne des Hessischen Denkmalschutzgesetzes, liegt allerdings nicht direkt am Obergermanisch-Rätischen Limes, der 2005 den Status des UNESCO-Weltkulturerbes erhielt. Nachforschungen und gezieltes Sammeln von Funden sind genehmigungspflichtig, Zufallsfunde an die Denkmalbehörden zu melden.
Es wurde in die Liste des Kulturguts aufgenommen, welches nach der Haager Konvention besonders zu schützen ist.

## Galerie

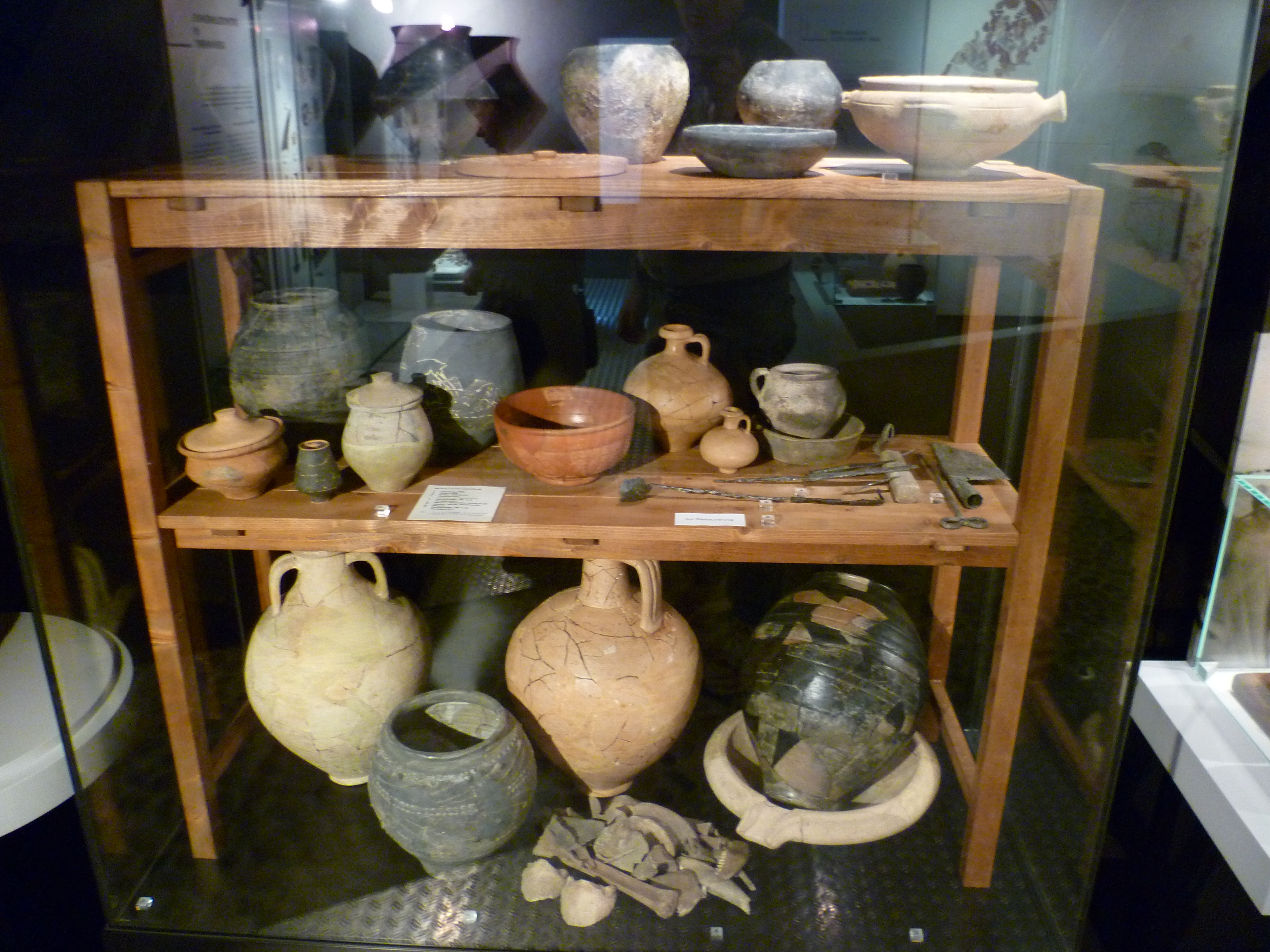
Ausstellung von Funden im Stadtmuseum Hofheim
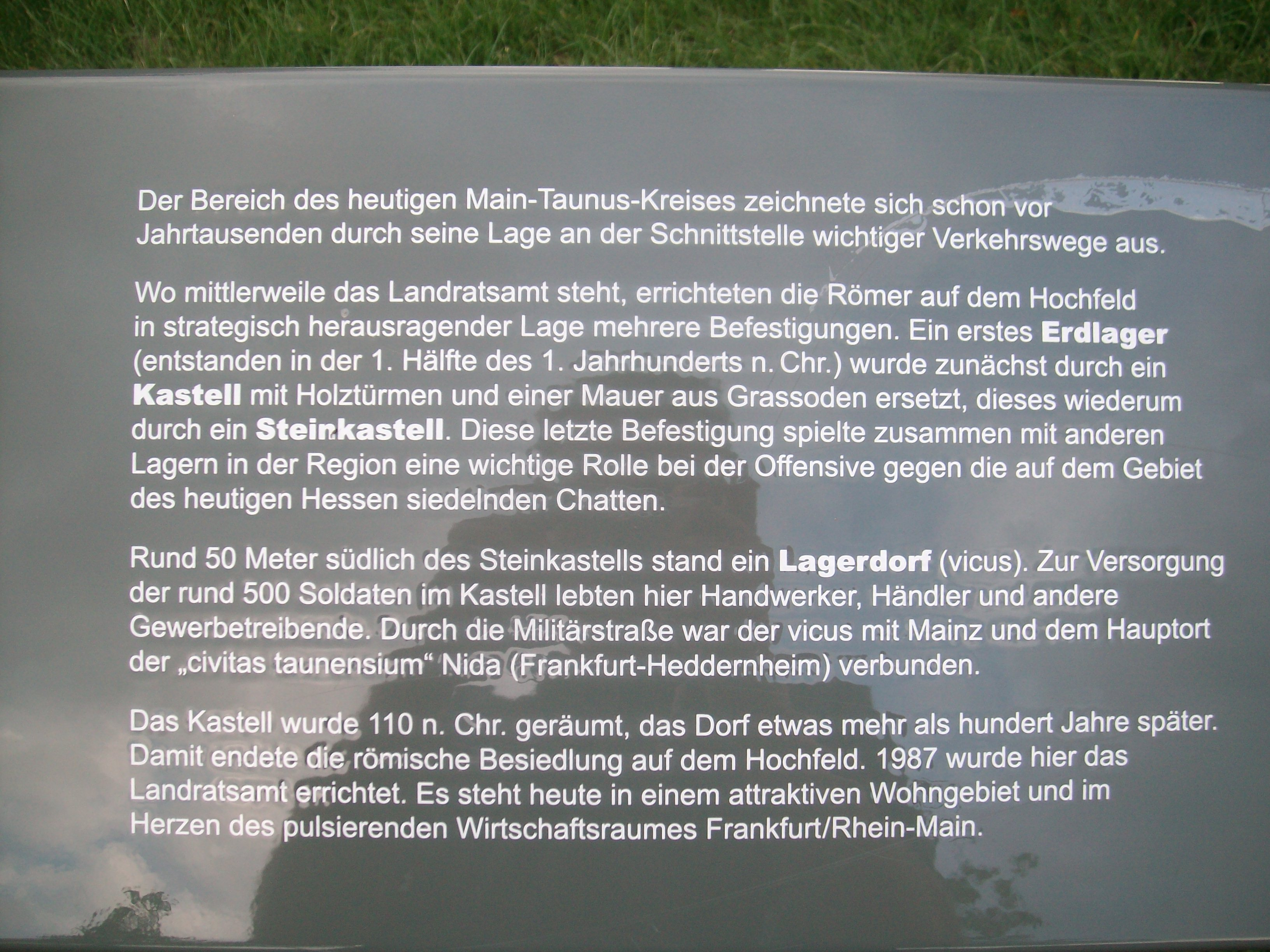
Örtliche Informationstafel
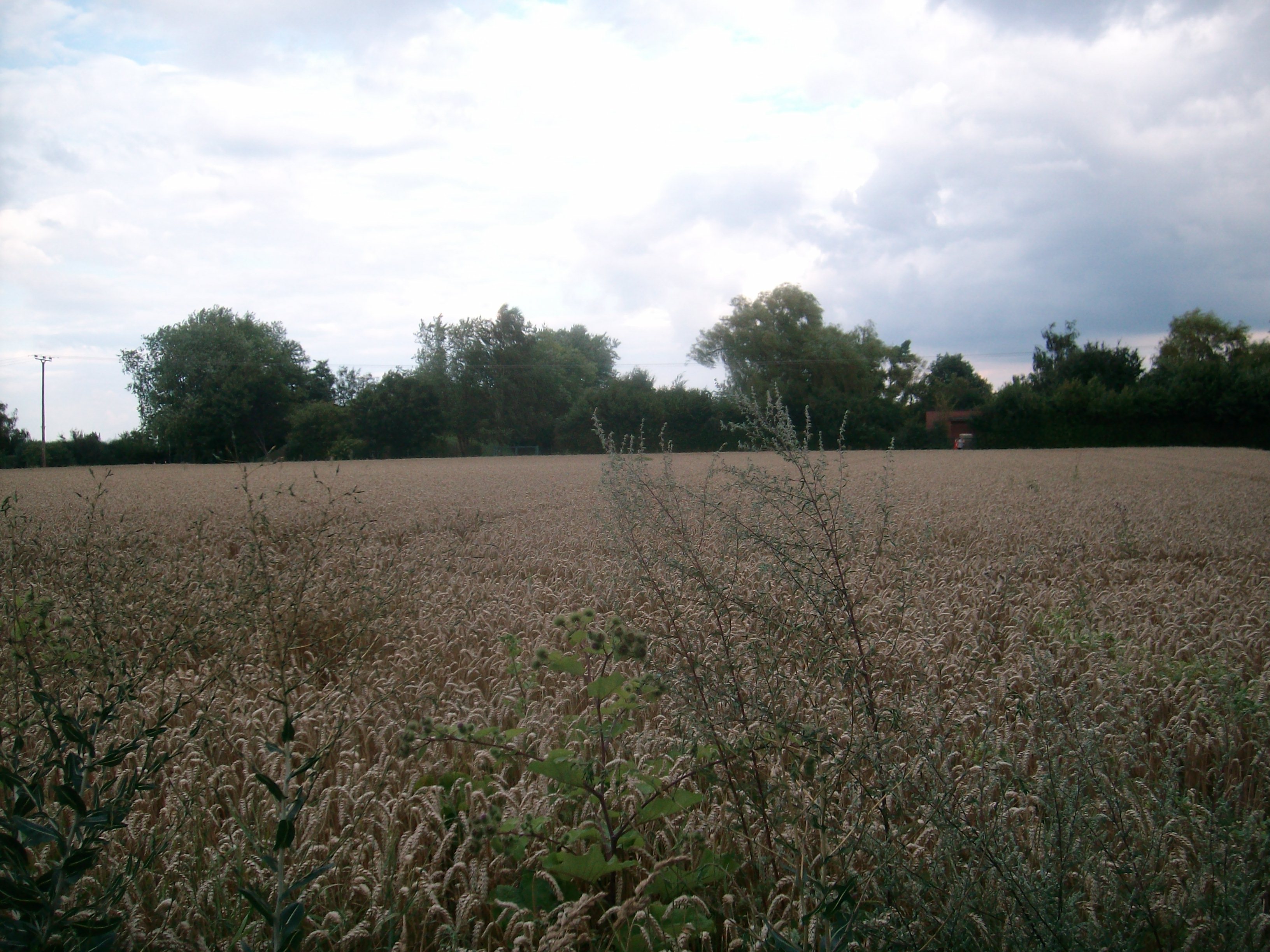
Bereich des ehemaligen Vicus von der Frankfurter Straße her gesehen
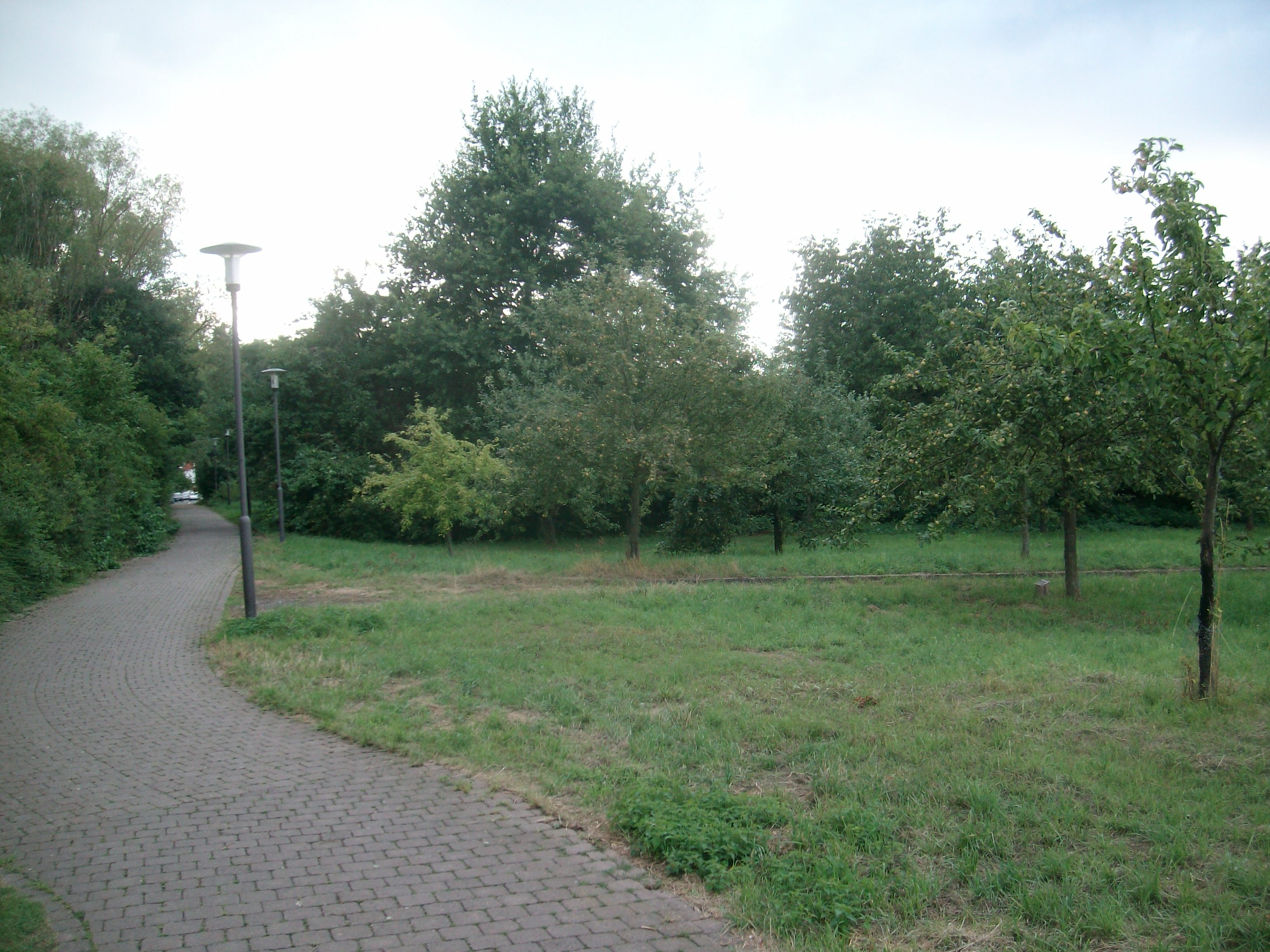
Das Areal des alten Erdkastells
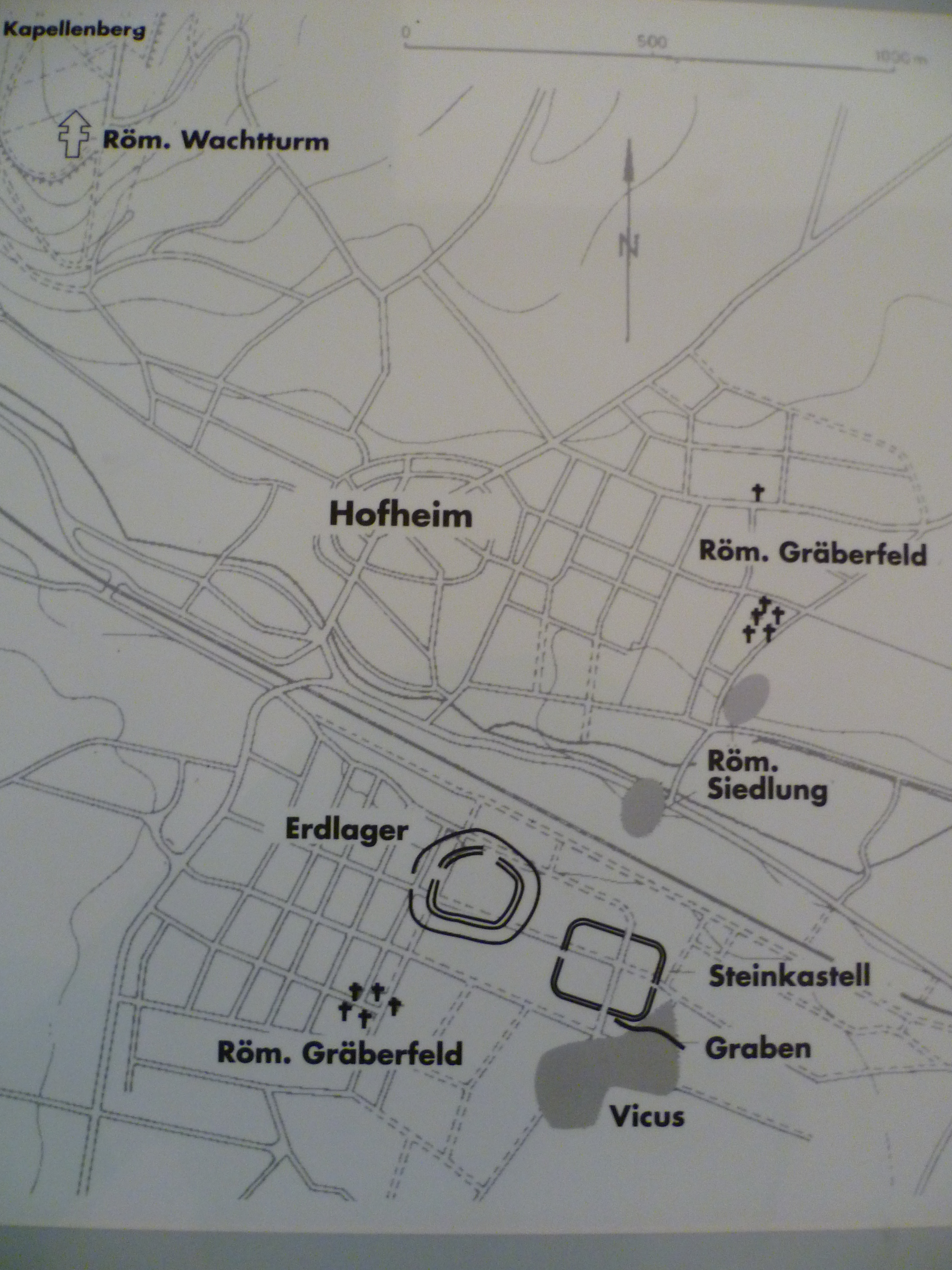
Übersicht zu den Befunden aus römischer Epoche